# Jimmy Rogers
Jimmy Rogers (3 de junho de 1924 - 19 de dezembro de 1997) foi um cantor, gaitista e guitarrista de blues estadunidense, mais conhecido por ter sido um membro da banda de Muddy Waters na década de 1950.

## Carreira
Nascido James A. Lane em Ruleville, Mississippi, passou sua infância em Atlanta, Georgia e Memphis, Tennessee. Adotou o nome 'Rogers' de seu padrastro. Rogers aprendeu a tocar harmônica junto com seu amigo de infância Snooky Pryor, e na adolescência começou a tocar guitarra profissionalmente em East St. Louis, Illinois (onde tocou com Robert Lockwood, Jr. entre outros), antes de se mudar para Chicago no meio da década de 1940.Em 1946 fez sua primeira gravação como gaitista e cantor pela gravadora Harlem de J. Mayo Williams. No entanto o nome de Rogers não aparece nos créditos do disco, que foi registrado como trabalho de "Memphis Slim and his Houserockers."
Em 1947, Rogers, Muddy Waters e Little Walter começaram a tocar juntos em  Chicago (algumas vezes referenciados como "The Headcutters" ou "The Headhunters" devido ao seu costume de roubar o trabalho de outros músicos nos bares), ao mesmo tempo os três músicos gravaram e lançaram trabalho solo. A primeira banda de Muddy Waters definiu o som do estilo "Chicago Blues" mais especificamente do lado sul. Rogers gravou alguns singles em sua carreira solo para selos pequenos de Chicago, mas nenhum foi lançado na época. Começou a ter sucesso como artista solo somente depois que fez gravações para a Chess Records em 1950, incluindo o hit "That's All Right", mas ele continuou na banda de Muddy Waters até 1954. No meio dos anos 50 teve mais alguns lançamentos de sucesso pela Chess, em sua maioria contando com a participação de Little Walter ou Big Walter Horton na harmônica, sendo a gravação mais notável "Walking By Myself", mas ao final da década com a perda de interesse do público pelo blues, ele gradualmente  foi deixado de lado na indústria fonográfica. No início dos anos 60 participou por um breve período da banda de Howlin' Wolf antes da sair do ramo musical por quase uma década.
Rogers trabalhou como motorista de táxi e foi proprietário de uma loja de roupas que foi incendiada durante os distúrbios seguidos do assassinato de Martin Luther King Jr. em 1968.  Aos poucos começou a se apresentar em público novamente, em 1971 Rogers começou turnês ocasionais e fez algumas gravações, incluindo uma sessão de reunião com Muddy Waters em 1977. Em 1982, Rogers se tornou novamente um artista solo em tempo integral.
Em 1995 foi induzido ao Blues Hall of Fame. Continuou suas turnês e gravações até sua morte que ocorreu em Chicago causada por câncer de próstata em 1997. Seu filho James D. Lane se tornou guitarrista, produtor musical e engenheiro de som do Blue Heaven Studios e da gravadora APO Records.

## Discografia selecionada
- 1984: Jimmy Rogers - (compilação de algumas gravações de antes da década de 60)
- 1990: Ludella
- 1991: Jimmy Rogers with Ronnie Earl and the Broadcasters (ao vivo)
- 1994: Feelin' Good com participação especial de Rod Piazza
- 1994: Blue Bird
- 1997: The Complete Chess Recordings
- 1998: Sloppy Drunk (relançamento do disco de 1973)
- 1999: Blues Blues Blues (creditado como The Jimmy Rogers All-Stars, com participação de inúmeros convidados especiais)